# 21945 Kleshchonok
21945 Kleshchonok è un asteroide della fascia principale. Scoperto nel 1999, presenta un'orbita caratterizzata da un semiasse maggiore pari a 2,2982676 UA e da un'eccentricità di 0,1083083, inclinata di 5,54871° rispetto all'eclittica.